# Dobridor
Dobridor (wymowaⓘ) – wieś w Rumunii, w okręgu Dolj, w gminie Moțăței. W 2011 roku liczyła 774 mieszkańców.